# Leidyosuchus
Leidyosuchus is een geslacht van uitgestorven krokodilachtigen.

## Uiterlijke kenmerken
Leidyosuchus leek zeer veel op de hedendaagse kaaiman, hoewel hij ook enkele kenmerken van een alligator vertoont zoals een verbreding van de bovenkaak achter de neus. Leidyosuchus vertoont ook kenmerken van de hedendaagse nijlkrokodil zoals een versmalling tussen de neus en de verbreding, waar een paar lange tanden van de onderkaak in rusten. Waarschijnlijk zaten er net als bij de nijlkrokodil dunne of geen osteodermen boven de ogen, terwijl alligators en vooral kaaimannen van vandaag dikke osteodermen boven de ogen hebben. Net als de hedendaagse alligators had Leidyosuchus een kleine overbeet. De maximale schedellengte van Leidyosuchus bedroeg iets meer dan veertig centimeter. Verder zag Leidyosuchus er ongeveer uit als een moderne alligator.

## Levenswijze
Leidyosuchus leefde waarschijnlijk op de manier waarop hedendaagse kaaimannen dat doen. De kaak had echter meer grip op grote prooien, waardoor Leidyosuchus grotere prooien van de waterkant kon trekken of aankon. Leidyosuchus had de krachtige kaken en zijn sterke gebit nodig omdat de meeste dieren uit het gebied waar Leidyosuchus leefde, zoals dinosauriërs, groter waren dan hedendaagse dieren.

## Classificatie
Omdat Leidyosuchus kenmerken van zowel een alligator, een kaaiman en een nijlkrokodil vertoont denkt men dat hij basaal in de Alligatorinae of zelfs Alligatoridae staat. Het verschil is dat de eerste groep alleen alligators bevat en de tweede groep zowel alligators als kaaimannen bevat. Het zou zelfs kunnen dat Leidyosuchus de gezamenlijke voorouder van zowel alligators als kaaimannen is. Het is in ieder geval een lid van de Alligatoridae.

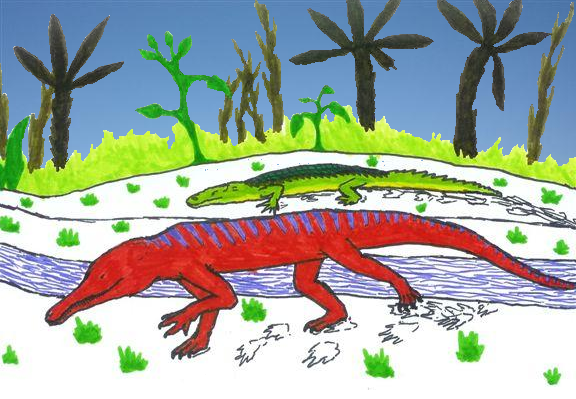
Leidyosuchus ligt op de achtergrond te zonnebaden terwijl er een Champsosaurus (Choristodera) uit het water komt.

## Ecologie
Leidyosuchus leefde samen met verschillende dinosauriërs als Brachylophosaurus, Gorgosaurus, Gryposaurus, Edmontonia, Maiasaura, Stegoceras, Ornithomimus, Centrosaurus, Chasmosaurus, Corythosaurus, Euoplocephalus, Saurornitholestes, Dromaeosaurus, Parasaurolophus, Albertaceratops, Troodon, Daspletosaurus en Styracosaurus, choristoderen als Champsosaurus en Simoedosaurus, de andere krokodilachtige Deinosuchus, schildpadden als Asperodites en tanddragende vogels als Ichthyornis.